# Semenî, Ovruci
Semenî (în ucraineană Семени) este un sat în comuna Ihnatpil din raionul Ovruci, regiunea Jîtomîr, Ucraina.

## Demografie
Componența lingvistică a localității Semenî
     Ucraineană (98,41%)
     Română (1,59%)
Conform recensământului din 2001, majoritatea populației localității Semenî era vorbitoare de ucraineană (98,41%), existând în minoritate și vorbitori de română (1,59%).